# Twenterand
Twenterand (neerlandeză pentru Marginea regiunii Twente) este o comună în provincia Overijssel, Țările de Jos. 

## Localități componente
Bruinehaar, De Pollen, Den Ham, Geerdijk, Kloosterhaar, Vriezenveen, Vroomshoop, Weitemanslanden, Westerhaar-Vriezenveensewijk, Westerhoeven.